# یادبود دکتر علی شریعتی (تمبر ۱۳۵۹)
تمبر یادبود دکتر علی شریعتی (۱۳۵۹) تمبری است از نوع یادبود که به مناسبت بزرگداشت علی شریعتی و در سال ۱۳۵۹ خورشیدی در ۱ سری چاپ گردید. این تمبر توسط پست ایران منتشر گردید.